# Zwiesel
Zwiesel – miasto uzdrowiskowe w Niemczech, w kraju związkowym Bawaria, w rejencji Dolna Bawaria, w regionie Donau-Wald, w powiecie Regen. Leży w Lesie Bawarskim, około 10 km na północny wschód od miasta Regen, przy granicy z Czechami i Parku Narodowym Lasu Bawarskiego.

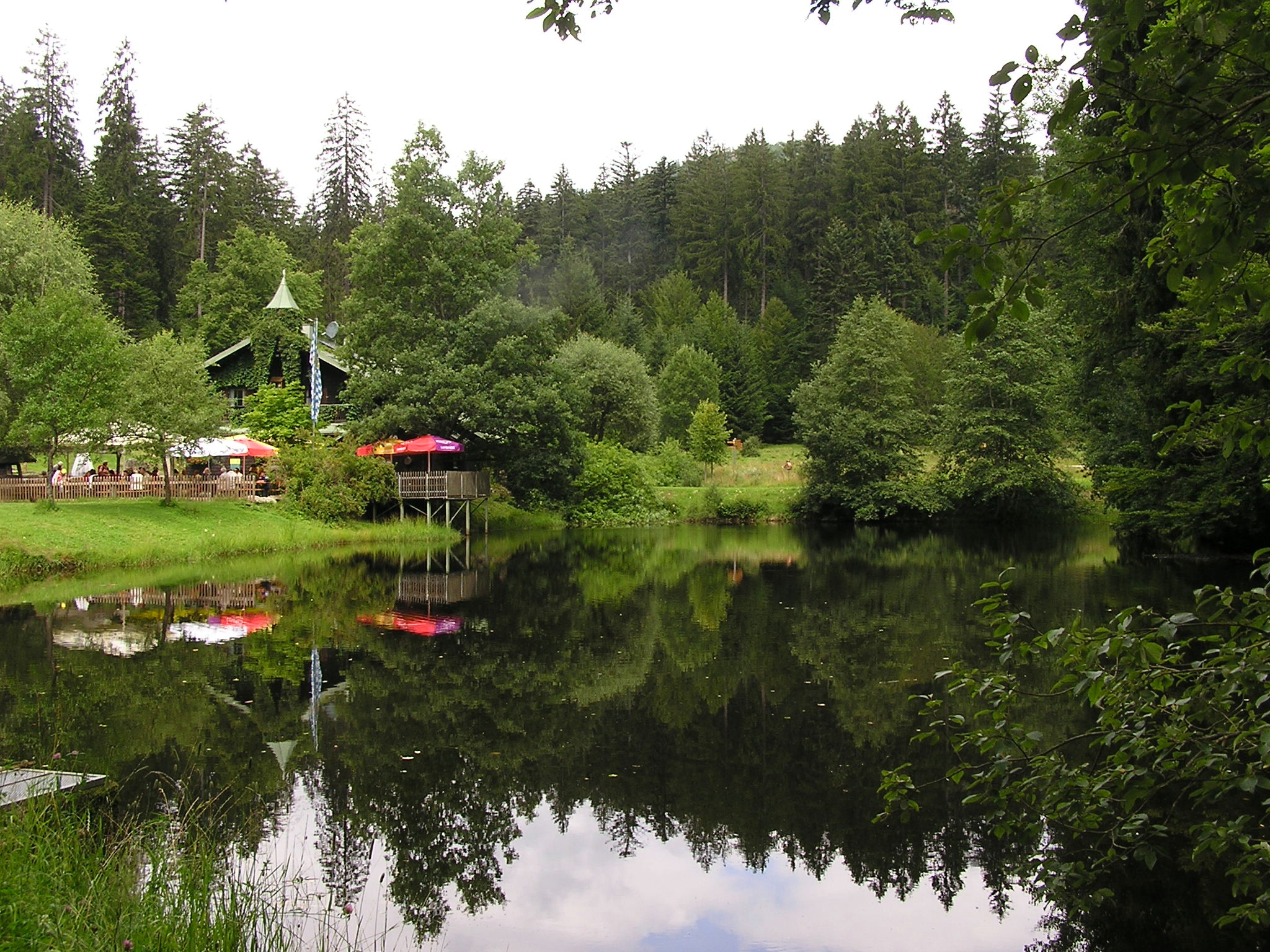
Schwellhäusl

## Dzielnice
W skład miasta wchodzą następujące dzielnice: 
- Bärnzell
- Griesbach
- Innenried
- Klautzenbach
- Lichtenthal
- Rabenstein
- Theresienthal
- Zwieselberg

## Transport
Miasto leży przy drodze krajowej B11. 
Kończy się tutaj linia InterCity z Deggendorfu, lecz przebiega ona dalej za granicę czeską do Klatovy. W mieście znajduje się stacja kolejowa Zwiesel. Do głównej linii dochodzą linie kolejowe o mniejszym wykorzystaniu z Bodenmais i Grafenau.